# Theodor Rosenhauer

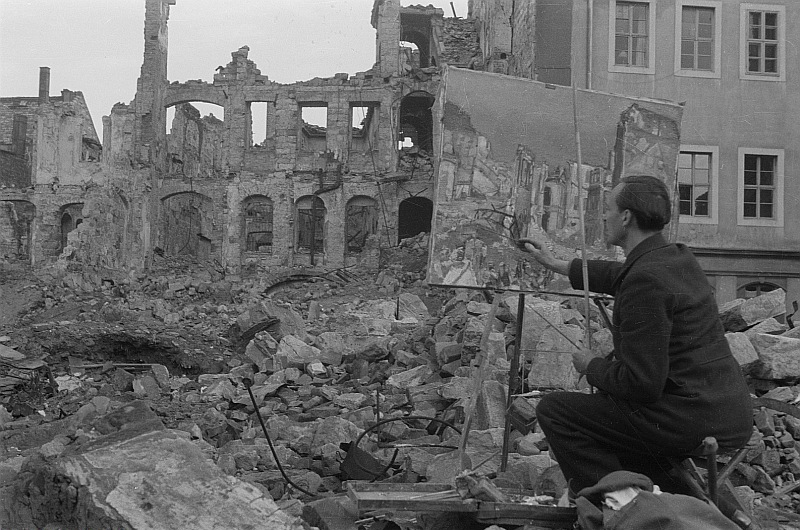
Theodor Rosenhauer malt „Blick auf das Japanische Palais nach dem Angriff“

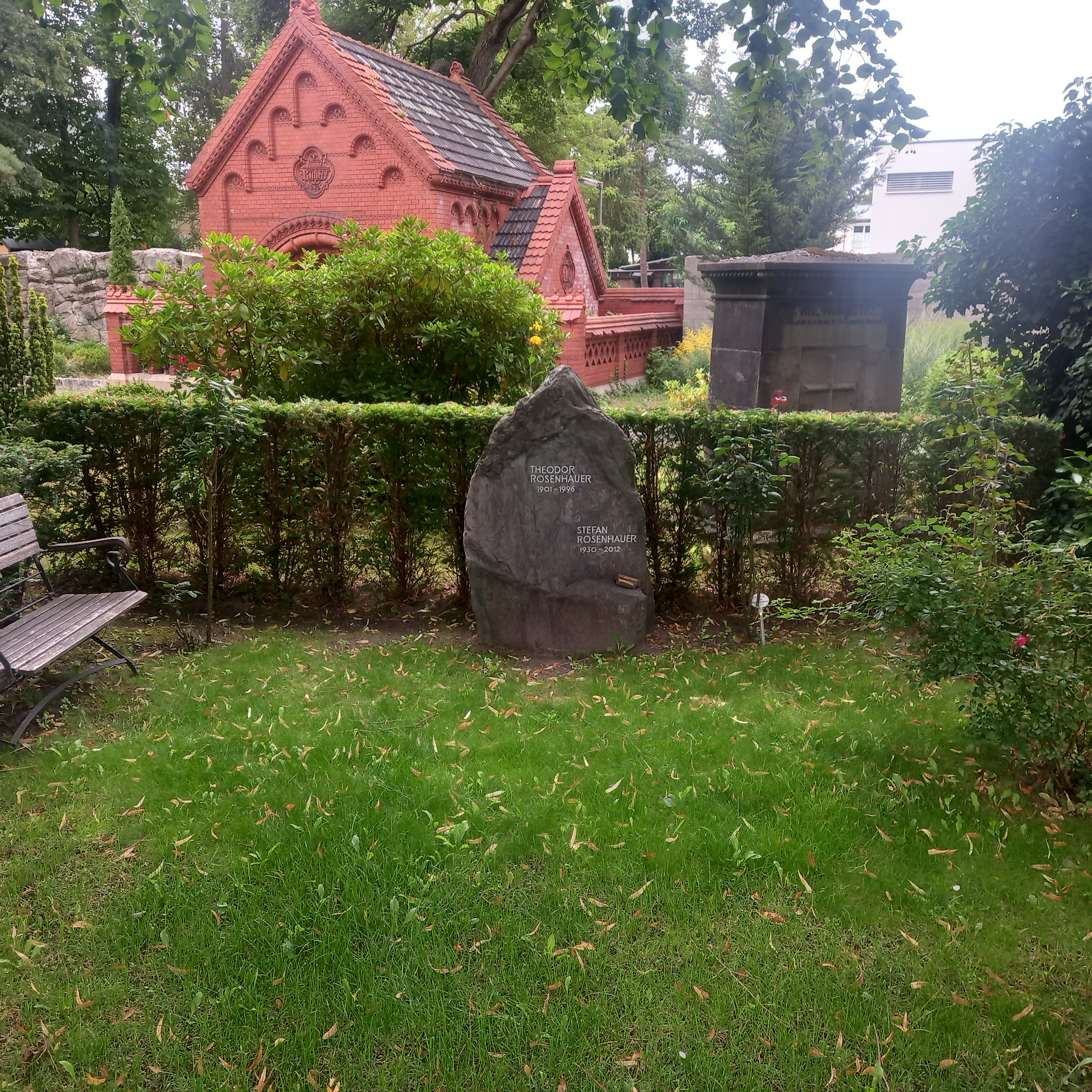
Das Grab von Theodor Rosenhauer auf dem Friedhof Wannsee, Lindenstraße in Berlin

Victor Theodor Rosenhauer (* 8. Mai 1901 in Dresden; † 14. Juni 1996 in Berlin) war ein deutscher Maler der Landschafts- und Bildnismalerei.

## Leben
Theodor Rosenhauer war der Sohn des Büroassistenten Victor Moritz Rosenhauser und  besuchte zunächst die Realschule in Radebeul. Dort wurde er von seinem Zeichenlehrer Artur Ahnert (1885–1927), Ehemann von Elisabeth Ahnert, in seinen künstlerischen Interessen gefördert. Von 1919/1920 besuchte er die Kunstgewerbeschule Dresden, und von 1920 bis 1924 studierte er an der Kunstakademie Dresden bei Ferdinand Dorsch. 1924 begann er freischaffend zu malen. Er gehörte zum Freundeskreis um Karl Kröner und Paul Wilhelm. 1925 folgte eine Studienreise nach Rumänien, die sein späteres Werk beeinflusste.
Im Jahr 1934 wurde der Wunsch Rosenhauers zur Berufung an die Kunstakademie Dresden abgelehnt. Er war von den Dresdner Hochschullehrern einstimmig zur Berufung ausgewählt worden, doch das NS-Regime ließ ebendies nicht zu. 1938 unternahm er eine weitere Studienreise nach Italien.
In der Zeit des Nationalsozialismus war er Mitglied der Reichskammer der bildenden Künste. Für diese Zeit ist seine Teilnahme an 10 großen Ausstellungen sicher belegt.
Im Zweiten Weltkrieg wurde Rosenhauer 1940 zum Militär einberufen und diente in Krakau. Während eines Bombenangriffes auf die Stadt Dresden 1945 wurde sein Atelier in der Polytechnischen Schule am Antonsplatz zerstört und praktisch das gesamte bisherige Werk vernichtet. Später arbeitete er deshalb zeitweilig in Radebeul.
Das Werk Rosenhauers ist geprägt von Öl- und Aquarellbildern, die vornehmlich Landschaften und Stillleben zeigen. Er hatte seit den 1920er Jahren eine außerordentlich große Zahl von Einzelausstellungen und Ausstellungsbeteiligungen. In der Sowjetischen Besatzungszone bzw. der DDR war er u. a. von 1946 bis 1988 auf allen Deutschen Kunstausstellungen bzw. Kunstausstellungen der DDR in Dresden vertreten.
Nach einem Schlaganfall 1992 lebte er bis zu seinem Tod in einem Pflegeheim in Berlin-Wannsee.
Der schriftliche Nachlass Rosenhauers befindet sich in der Sächsischen Landesbibliothek – Staats- und Universitätsbibliothek Dresden. Dieser umfasst neben persönlichen Dokumenten auch mehr als 1.200 Briefe und Postkarten.

## Ehrungen
- 1948: Kunstpreis des Kulturbundes Dresden
- 1948 und 1956: Kunstpreis der Stadt Dresden
- 1969: Korrespondierendes Mitglied der Akademie der Künste der DDR
- 1973 und 1986 Nationalpreis der DDR III. bzw. II. Klasse
- 1983: Hans-Grundig-Medaille
- 1987: Ehrensenator der Hochschule für Bildende Künste Dresden

## Bildliche Darstellung Rosenhauers

### Darstellung in der bildenden Kunst
- Paul Wilhelm: Bildnis Theodor Rosenhauer (Öl auf Leinwand, 74,5 × 55 cm, 1939; Galerie Neue Meister Dresden)[3]

### Fotografische Darstellung (Auswahl)
- Christian Borchert: Theodor Rosenhauer (1975; Kunstfonds des Freistaats Sachsen)[4]